# Hallstrasse 14 (Augsburg)
Das Gebäude in der Hallstraße 14 in Augsburg diente während der Zeit des Nationalsozialismus als sogenanntes „Judenhaus“. In diese Häuser wurden jüdische Bewohner zwangsweise eingewiesen, um Wohnraum für die „volksdeutsche Bevölkerung“ freizumachen, die Diskriminierung der jüdischen Bevölkerung zu erleichtern und die Kontrolle über sie zu verstärken.

## Geschichte

### Vor der NS-Zeit
Das Haus in der Hallstraße 14 wurde im Jahr 1885 erbaut. Der erste Eigentümer war der praktische Arzt Albert Welsch, der das Haus 1903 wieder verkaufte. Nach mehreren Besitzerwechseln erwarben Emanuel und Olga Polatschek das Gebäude im Jahr 1910. Die Familie Polatschek bewohnte das Haus bis zum 30. Mai 1938, als sie gezwungen waren, NS-Deutschland zu verlassen und dadurch ihr Leben retteten.

### Nutzung als „Judenhaus“ (1939–1943)
Mit dem „Gesetz über Mietverhältnisse mit Juden“ vom 30. April 1939 entzog das NS-Regime den deutschen Juden den Mieterschutz und zwang sie, in sogenannte Judenhäuser umzuziehen. Jüdische Hausbesitzer wurden gezwungen, gekündigte Glaubensgenossen aufzunehmen. Das Haus in der Hallstraße 14 war eines der größten Judenhäuser in Augsburg.
Die Einweisungen in das Haus erfolgten ab 1939. Zahlreiche jüdische Familien und Einzelpersonen wurden gezwungen, ihre Wohnungen zu verlassen und in die Hallstraße 14 zu ziehen. Die Bedingungen in diesen Judenhäusern waren oft beengt.

### Nach 1945

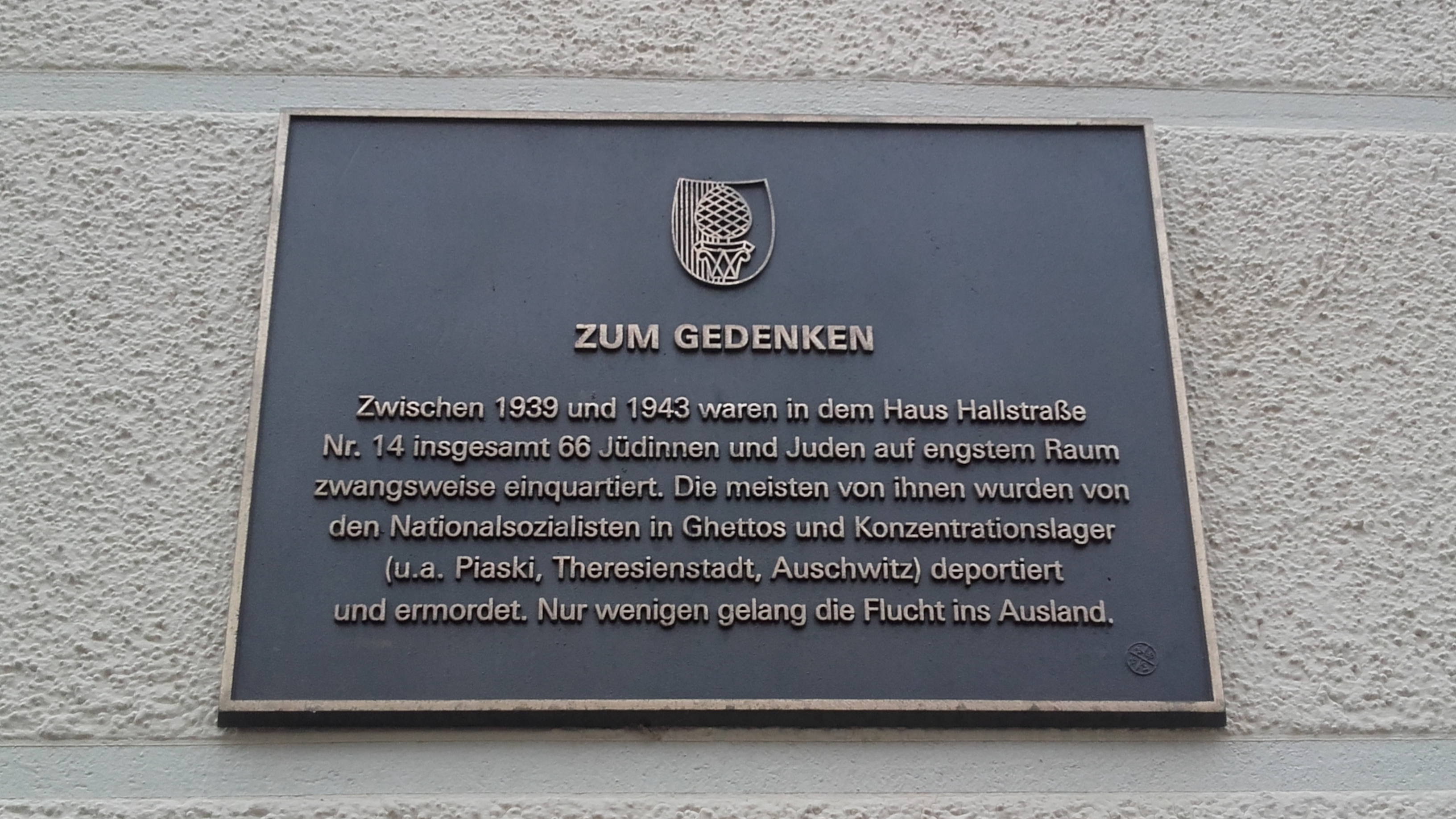
Gedenktafel am Gebäude Hallstraße 14

Das Haus wurde bei einem Luftangriff zerstört. Nach dem Krieg wurde das Grundstück von den Erben der Familien Schwab und Wassermann zurückgefordert.
Heute erinnern ein Gedenkstein und die Forschung zur Geschichte des Hauses an das Schicksal der jüdischen Bewohner und die Gräueltaten der NS-Zeit.

## Bewohner und ihr Schicksal
In der Zeit, in der das Haus als Judenhaus diente (von Ende 1938 bis Mitte 1943), lebten dort laut den Meldebögen 66 jüdische Menschen. Viele von ihnen wurden deportiert und in Konzentrationslagern ermordet. 13 Bewohner konnten durch Emigration ihr Leben retten.
Einige bemerkenswerte Bewohner waren:
- Familie Polatschek: Eigentümer des Hauses bis 1938, flohen vor dem NS-Regime.[5]
- Familie Wassermann: Karl und Jenny Wassermann wurden 1943 nach Auschwitz deportiert und ermordet.[6]
- Familie Schwab: Max und Berta Schwab emigrierten 1941 in die USA.[6]
- Geschwister Salomon Marx und Fanny Mändle wurden nach Theresienstadt deportiert und ermordet[3]
- Zahlreiche weitere Familien und Einzelpersonen